# Championnat de Tchécoslovaquie de football 1960-1961
Navigation
Saison précédente Saison suivante
La saison 1960-1961 du Championnat de Tchécoslovaquie de football est la 30e édition du championnat de première division en Tchécoslovaquie. Les quatorze meilleurs clubs du pays se retrouvent au sein d'une poule unique, la First League, où les formations s'affrontent deux fois, à domicile et à l'extérieur. À l'issue du championnat, les deux derniers du classement sont relégués et remplacés par les deux meilleurs clubs de II. Liga, la deuxième division tchécoslovaque.
C'est le club du Dukla Prague qui termine en tête du classement du championnat, avec sept points d'avance sur le CH Bratislava. À dix points du Dukla, trois équipes se partagent la troisième place : le SK Slovan Bratislava, le FC Banik Ostrava et le Spartak Praha Sokolovo. C'est le 4e titre de champion de l'histoire du club, qui réussit même le doublé en remportant la première Coupe de Tchécoslovaquie face au Dynamo Zilina, club de deuxième division.

## Les 14 clubs participants
| - Dukla Prague - Spartak Praha Sokolovo - TJ Cervena Hviezda Bratislava - SK Slovan Bratislava - Dynamo Prague - Tatran Presov - Jednota Trencin - Promu de II. Liga | - Ruda Hvezda Brno - SONP Kladno - Promu de II. Liga - FC Spartak Trnava - FC Banik Ostrava - Slovan Nitra - Spartak Praha Stalingrad - Spartak Hradec Králové |

## Compétition

### Classement
Le barème utilisé pour établir le classement est le suivant :
- Victoire : 2 points
- Match nul : 1 point
- Défaite : 0 point

| Rang | Équipe                     | Pts | J  | G  | N | P  | Bp | Bc | Diff |
| ---- | -------------------------- | --- | -- | -- | - | -- | -- | -- | ---- |
| 1    | Dukla Prague (C)           | 39  | 26 | 17 | 5 | 4  | 66 | 23 | +43  |
| 2    | CH Bratislava              | 32  | 26 | 13 | 6 | 7  | 43 | 29 | +14  |
| 3    | ŠK Slovan Bratislava       | 29  | 26 | 12 | 5 | 9  | 45 | 29 | +16  |
| 4    | FC Baník Ostrava           | 29  | 26 | 12 | 5 | 9  | 50 | 46 | +4   |
| 5    | Spartak Praha Sokolovo     | 29  | 26 | 13 | 3 | 10 | 44 | 43 | +1   |
| 6    | Tatran Prešov              | 28  | 26 | 11 | 6 | 9  | 40 | 37 | +3   |
| 7    | Spartak Praha Stalingrad   | 27  | 26 | 11 | 5 | 10 | 38 | 38 | 0    |
| 8    | Spartak Hradec Králové (T) | 25  | 26 | 9  | 7 | 10 | 32 | 35 | -3   |
| 9    | SONP Kladno (P)            | 25  | 26 | 10 | 5 | 11 | 42 | 47 | -5   |
| 10   | FC Spartak Trnava          | 25  | 26 | 9  | 7 | 10 | 44 | 50 | -6   |
| 11   | Slovan Nitra               | 24  | 26 | 8  | 8 | 10 | 37 | 57 | -20  |
| 12   | Ruda Hvezda Brno           | 20  | 26 | 7  | 6 | 13 | 37 | 45 | -8   |
| 13   | Jednota Trencin (P)        | 18  | 26 | 7  | 4 | 15 | 36 | 56 | -20  |
| 14   | Dynamo Prague              | 14  | 26 | 5  | 4 | 17 | 30 | 49 | -19  |

|  | Qualification pour la Coupe d'Europe des clubs champions 1961-1962                                |
|  | Qualification pour la Coupe des villes de foires 1961-1962                                        |
|  | Relégation en II. Liga                                                                            |
|  | (T) Tenant du titre (C) Vainqueur de la Coupe du Tchécoslovaquie (P) : Promu de deuxième division |

## Bilan de la saison
| Championnat de Tchécoslovaquie de football 1960-1961 |                          |
| Champion                                             | Dukla Prague (4e titre)  |
| Coupes et trophées                                   |                          |
| Vainqueur de la Coupe de Tchécoslovaquie 1960-1961   | Dukla Prague             |
| Qualifications continentales                         |                          |
| Coupe d'Europe des clubs champions 1961-1962         | Dukla Prague             |
| Coupe des Coupes 1961-1962                           | Dynamo Zilina (II. Liga) |
| Coupe des villes de foires 1961-1962                 | Ruda Hvezda Brno         |
| Promotions et relégations                            |                          |
| Promus en I. Liga                                    | Spartak Plzeň            |
| Promus en I. Liga                                    | Dynamo Zilina            |
| Relégués en II. Liga                                 | Jednota Trencin          |
| Relégués en II. Liga                                 | Dynamo Prague            |